# مقاطعة روت (كولورادو)
مقاطعة روت (بالإنجليزية: Routt County)‏ هي إحدى مقاطعات ولاية كولورادو في الولايات المتحدة الأمريكية.